# Ожи-Юрт
Ожи-Юрт (чечен. Iожи-Йурт) — село в Ножай-Юртовском районе Чеченской Республики. Входит в состав Бенойского сельского поселения.

## География
Село расположено в верховьях одного из правых притоков реки Бенойясси, в 23 км к югу от районного центра — Ножай-Юрт и в 90 км к юго-востоку от города Грозный.
Ближайшие населённые пункты: на севере — село Стерч-Керч, на северо-востоке — село Булгат-Ирзу, на востоке — село Алхан-Хутор, на юго-западе — село Корен-Беной, на западе — село Беной и на северо-западе — село Денги-Юрт.

## Население
| 2010 |
| ---- |
| 275  |